# Dumitreștii Gălății, Iași
Dumitreștii Gălății este un sat în comuna Schitu Duca din județul Iași, Moldova, România.